# Microsoft Teams
Microsoft Teams est une application de communication collaborative propriétaire en mode SaaS officiellement lancée par Microsoft en novembre 2016.
Le service s'intègre à la suite Microsoft 365 en remplacement de Skype for Business et propose des extensions pouvant être intégrées à des produits autres que ceux de Microsoft. Il est actuellement disponible dans 181 pays et est traduit en 25 langues. 

## Histoire
Microsoft Teams est conçu par Microsoft et annoncé en novembre 2016 et déclaré remplaçant de Skype for Business en 2017.
Microsoft Teams reprend les fonctionnalités Microsoft suivantes : Skype Entreprise, Exchange, SharePoint ou encore StaffHub : 
- SharePoint est une application permettant le partage d'informations entre plusieurs individus.
- Microsoft Exchange est un logiciel de groupe de travail (appelé également groupware) proposant une messagerie électronique.
- StaffHub est une application permettant de gérer des plannings d'équipes à distance.
- Lync ou Skype Entreprise est une plateforme de « communication unifiée » intégrant un ensemble de moyens de communication comme les appels vidéo ou audio, messagerie instantanée, etc.[7],[8].

Le logiciel est lancé en version finale le 14 mars 2017. Le 3 mai, Microsoft informe que Microsoft Teams remplacerait Microsoft Classroom dans Office 365 Education. La plateforme collaborative est gratuite pour les utilisateurs qui disposent d'une licence Office 365 car son accès est inclus dans l'offre de Microsoft.
Depuis le 13 juillet 2018, Microsoft Teams est disponible dans une version gratuite, limitée à 300 membres, dont certaines fonctionnalités, comme la planification et l'enregistrement de réunions et les accès aux applications d'Office 365 sont absentes.
Teams reprend la plupart des fonctions de Skype Entreprise. Skype Entreprise Online est prévu pour être mis hors service le 31 juillet 2021. Les nouveaux utilisateurs d'Office 365 n'auront plus que le choix de Teams à partir du 1er septembre 2019. Le transfert de données devrait se faire en deux temps: transfert vers Skype Entreprise Online puis vers Teams. Or, lors de l'annonce de la sortie de Skype Entreprise 2019, il est montré que le transfert des données se fera directement sur Teams sans intermédiaire. En effet, cette dernière mise à jour de Skype 2019 vise à une insertion de fonctionnalités hybrides, une connexion au cloud et une simplification des transferts de données vers Microsoft Teams.
Pour sa part Skype Entreprise Server verra la fin de son support étendu en octobre 2025, et sera remplacé par Skype for Business Server Subscription Edition.

## Fonctionnement
Microsoft Teams est une plateforme collaborative personnalisable qui intègre la visioconférence, le stockage et le transfert de fichiers avec SharePoint, un bloc de prise de note avec OneNote. La messagerie instantanée permet d'échanger en équipe ou par groupe de travail tout en conservant une trace de tous les échanges. Son intégration avec Microsoft Outlook permet de planifier les réunions en équipe et de partager courriels et contacts. C'est un logiciel de Microsoft, disponible de manière autonome ou dans le cadre d'une offre Office 365.
L'authentification multi-facteurs combinée au chiffrement des données assure la connexion des équipes et le travail à distance dans un espace sécurisé.
Enfin, les utilisateurs peuvent travailler ensemble en mode co-édition sur les applications Word, PowerPoint, Excel, OneNote, ou encore Outlook tout en restant dans l'interface de l'application Teams.
Plusieurs applications peuvent être directement intégrées dans Teams : Wooclap, Trello, Forms, etc.

## Teams et Yammer
Microsoft offre deux RSE (réseau social d'entreprise) qui s'adressent aux entreprises ; Yammer et Microsoft Teams. 
Yammer a été acquis par Microsoft en 2012 et est porté sur les communications larges à l'échelle de l'entreprise ainsi que sur les communications externes (avec les fournisseurs et les clients par exemple). Microsoft Teams, en revanche, est plus utilisé dans des groupes de travail restreints. 
La différence entre Yammer et Teams repose également sur la disponibilité de ces deux plateformes. Teams est disponible dès lors que l'utilisateur a acheté une licence Microsoft Office 365. Yammer propose deux versions ; l'une gratuite et l'autre payante.

## Historique des versions
- 2003 - Live Communications Server 2003
- 2005 - Live Communications Server 2005
- 2006 - Live Communications Server 2005 SP1
- 2007 - Office Communications Server 2007
- 2009 - Office Communications Server 2007 R2
- 2010 - Lync Server 2010
- 2013 - Lync Server 2013
- 2015 - Skype Entreprise 2015
- 2016 - Skype Entreprise 2016
- depuis 2017 - Teams
- 2019 - Skype Entreprise 2019

## Controverses

### Compatibilité avec le RGPD
Lors du premier confinement en avril 2020, l'autorité allemande de protection des données personnelles indique que Teams n'est pas conforme au RGPD, comme plusieurs solutions commerciales concurrentes telles que Google Meet et Zoom, et pointe entre autres des « contradictions », un « manque de clarté » et des « exportations de données illicites ».
Le 31 mai 2021, en réponse à une demande de la Conférence des Présidences d'Universités (CPU) et la Conférence des Grandes Écoles (CGE), la Commission nationale de l'informatique et des libertés (CNIL) recommande aux établissements d'enseignement supérieur de ne plus utiliser Teams et Zoom du fait de l'absence de garantie sur la sécurité des données, en particulier depuis le CLOUD Act qui autorise les États-Unis à imposer à une entreprise opérant sur son sol de lui fournir ses données, où qu'elles soient dans le monde. Une période transitoire est alors autorisée pour permettre une garantie de service le temps de la transition.

### Concurrence déloyale
En juillet 2023, la Commission européenne ouvre une enquête contre Microsoft au sujet de son outil Teams pour concurrence déloyale et, à la suite d'une plainte de Slack le 14 juillet 2020, en particulier parce que Teams bénéficierait d'un avantage indu en matière de distribution, et parce que Microsoft pourrait limiter son interopérabilité avec les autres suites logicielles.